# Campeonato Europeu de Atletismo em Pista Coberta de 1971
O Campeonato Europeu de Atletismo em Pista Coberta de 1971 foi a 2ª edição do campeonato organizado pela Associação Europeia de Atletismo (AEA) em Sófia, na Bulgária, entre 13 e 14 de março de 1971. Foram disputados 23 provas. 

## Medalhistas

### Masculino
| Evento               | Ouro                                                                                               | Ouro   | Prata                                                                                       | Prata  | Bronze                                                                                       | Bronze |
| 60 m                 | Valeriy Borzov (URS)                                                                               | 6.6    | Jobst Hirscht (FRG)                                                                         | 6.7    | Manfred Kokot (GDR)                                                                          | 6.8    |
| 400 m                | Andrzej Badeński (POL)                                                                             | 46.8   | Boris Savchuk (URS)                                                                         | 47.4   | Aleksandr Bratchikov (URS)                                                                   | 47.6   |
| 800 m                | Yevgeniy Arzhanov (URS)                                                                            | 1:48.7 | Phil Lewis (GBR)                                                                            | 1:50.5 | Andrzej Kupczyk (POL)                                                                        | 1:50.5 |
| 1500 m               | Henryk Szordykowski (POL)                                                                          | 3:41.4 | Vladimir Panteley (URS)                                                                     | 3:41.5 | Gianni Del Buono (ITA)                                                                       | 3:42.1 |
| 3000 m               | Peter Stewart (GBR)                                                                                | 7:53.6 | Wilfried Scholz (GDR)                                                                       | 7:54.4 | Yuriy Aleksashin (URS)                                                                       | 8:01.2 |
| 60 m barreiras       | Eckart Berkes (FRG)                                                                                | 7.8    | Aleksandr Demus (URS)                                                                       | 7.9    | Sergio Liani (ITA)                                                                           | 7.9    |
| salto em altura      | István Major (HUN)                                                                                 | 2.17   | Jüri Tarmak (URS)                                                                           | 2.17   | Endre Kelemen (HUN)                                                                          | 2.17   |
| salto com vara       | Wolfgang Nordwig (GDR)                                                                             | 5.40   | Kjell Isaksson (SWE)                                                                        | 5.35   | Yuriy Isakov (URS)                                                                           | 5.30   |
| salto em comprimento | Hans Baumgartner (FRG)                                                                             | 8.12   | Igor Ter-Ovanesyan (URS)                                                                    | 7.91   | Vasile Sarucan (ROM)                                                                         | 7.88   |
| triplo salto         | Viktor Sanyeyev (URS)                                                                              | 16.83  | Carol Corbu (ROM)                                                                           | 16.83  | Gennadiy Savlevich (URS)                                                                     | 16.24  |
| lançamento do peso   | Hartmut Briesenick (GDR)                                                                           | 20.19  | Valeriy Voykin (URS)                                                                        | 19.54  | Ricky Bruch (SWE)                                                                            | 19.50  |
| estafeta 4x400 m     | Polônia · Waldemar Korycki · Jan Werner · Andrzej Badeński · Jan Balachowski                       | 3:11.1 | União Soviética · Aleksandr Bratchikov · Semyon Kocher · Boris Savchuk · Yevgeniy Borisenko | 3:11.9 | Bulgária · Krestyu Christov · Alexander Yanev · Alexander Popov · Yordan Todorov             | 3:15.6 |
| estafeta 4x800 m     | União Soviética · Valeriy Taratynov · Stanislav Meshcherskich · Alexey Taranov · Viktor Semyashkin | 7:17.8 | Polônia · Krzysztof Linkowski · Zenon Szordykowski · Michał Skowronek · Kazimierz Wardak    | 7:19.2 | Alemanha Ocidental · Paul-Heinz Wellmann · Godehard Brysch · Dieter Friedrich · Bernd Eppler | 7:25.0 |

### Feminino
| Evento               | Ouro                                                                                                 | Ouro   | Prata                                                                                                 | Prata  | Bronze                                                                                 | Bronze |
| 60 m                 | Renate Stecher (GDR)                                                                                 | 7.3    | Sylviane Telliez (FRA)                                                                                | 7.4    | Annegret Irrgang (FRG)                                                                 | 7.4    |
| 400 m                | Vera Popkova (URS)                                                                                   | 53.7   | Inge Bödding (FRG)                                                                                    | 54.3   | Maria Sykora (AUT)                                                                     | 54.4   |
| 800 m                | Hildegard Falck (FRG)                                                                                | 2:06.1 | Ileana Silai (ROM)                                                                                    | 2:06.5 | Rosemary Stirling (GBR)                                                                | 2:06.6 |
| 1500 m               | Margaret Beacham (GBR)                                                                               | 4:17.2 | Lyudmila Bragina (URS)                                                                                | 4:17.8 | Tamara Pangelova (URS)                                                                 | 4:18.1 |
| 60 m barreiras       | Karin Balzer (GDR)                                                                                   | 8.1    | Annelie Ehrhardt (GDR)                                                                                | 8.1    | Teresa Sukniewicz (POL)                                                                | 8.3    |
| salto em altura      | Milada Karbanová (TCH)                                                                               | 1.80   | Vera Gavrilova (URS)                                                                                  | 1.80   | Cornelia Popescu (ROM)                                                                 | 1.78   |
| salto em comprimento | Heide Rosendahl (FRG)                                                                                | 6.64   | Irena Szewińska (POL)                                                                                 | 6.56   | Viorica Viscopoleanu (ROM)                                                             | 6.53   |
| lançamento do peso   | Nadezhda Chizhova (URS)                                                                              | 19.70  | Margitta Gummel (GDR)                                                                                 | 19.50  | Antonina Ivanova (URS)                                                                 | 18.69  |
| estafeta 4x200 m     | União Soviética · Marina Nikiforova · Tatyana Kondrasheva · Lyudmila Aksyonova · Natalya Chistyakova | 1:37.1 | Alemanha Ocidental · Annelie Wilden · Elfgard Schittenhelm · Annegret Kroniger · Christine Tackenberg | 1:38.0 | Bulgária · Ivanka Venkova · Ivanka Koshnicharska · Sofka Kazandzhieva · Monka Bobcheva | 1:39.7 |
| estafeta 4x400 m     | União Soviética · Lyubov Finogenova · Galina Kamardina · Vera Popkova · Lyudmila Aksyonova           | 3:36.6 | Alemanha Ocidental · Gisela Ahlemeyer · Gisela Ellenberger · Annette Ruckes · Christa Czekay          | 3:39.6 | Bulgária · Svetla Slateva · Stefka Yordanova · Dshena Bineva · Tonka Petrova           | 3:47.8 |

## Quadro de medalhas
| Ordem | País               | Medalha de ouro | Medalha de prata | Medalha de bronze | Total |
| ----- | ------------------ | --------------- | ---------------- | ----------------- | ----- |
| 1     | União Soviética    | 8               | 9                | 6                 | 23    |
| 2     | Alemanha Ocidental | 4               | 4                | 2                 | 10    |
| 3     | Alemanha Oriental  | 4               | 3                | 1                 | 8     |
| 4     | Polônia            | 3               | 2                | 2                 | 7     |
| 5     | Reino Unido        | 2               | 1                | 1                 | 4     |
| 6     | Hungria            | 1               | 0                | 1                 | 2     |
| 7     | Tchecoslováquia    | 1               | 0                | 0                 | 1     |
| 8     | Romênia            | 0               | 2                | 3                 | 5     |
| 9     | Suécia             | 0               | 1                | 1                 | 2     |
| 10    | França             | 0               | 1                | 0                 | 1     |
| 11    | Bulgária           | 0               | 0                | 3                 | 3     |
| 12    | Itália             | 0               | 0                | 2                 | 2     |
| 13    | Áustria            | 0               | 0                | 1                 | 1     |

Legenda
| Recorde mundial       | Recorde mundial (World record)               |                       | Recorde africano                      | Recorde africano (African) |                                           | Q | Classificado por posição (Qualified) |
| Recorde do campeonato | Recorde do campeonato (Championship record)  | Recorde da América    | Recorde da América (Americas)         | q                          | Classificado por melhor tempo (Qualified) |   |                                      |
| Melhor marca do ano   | Melhor marca do ano (World leading)          | Recorde asiático      | Recorde asiático (Asian)              | DNS                        | Não largou (Did not start)                |   |                                      |
| Recorde nacional      | Recorde nacional (National record)           | Recorde europeu       | Recorde europeu (European)            | DNF                        | Não terminou (Did not finish)             |   |                                      |
| Recorde pessoal       | Recorde pessoal do atleta (Personal best)    | Recorde da Oceania    | Recorde da Oceania (Oceania)          | DSQ / DQ                   | Desclassificado (Disqualified)            |   |                                      |
| Recorde da temporada  | Recorde da temporada do atleta (Season best) | Recorde sul-americano | Recorde sul-americano (South America) | NM                         | Sem marca (No mark)                       |   |                                      |